# Вудвард (Оклахома)
Вудвард (енгл. Woodward) град је у америчкој савезној држави Оклахома.

## Демографија
По попису из 2010. године број становника је 12.051, што је 198 (1,7%) становника више него 2000. године.
| Група             | 2000.          | 2010.         |
| Белци             | 10.627 (89,7%) | 9.815 (81,4%) |
| Афроамериканци    | 30 (0,3%)      | 41 (0,3%)     |
| Азијати           | 80 (0,7%)      | 102 (0,8%)    |
| Хиспаноамериканци | 718 (6,1%)     | 1.571 (13,0%) |
| Укупно            | 11.853         | 12.051        |